# Municipio de Getty
El municipio de Getty (en inglés: Getty Township) es un municipio ubicado en el condado de Stearns en el estado estadounidense de Minnesota. En el año 2010 tenía una población de 376 habitantes y una densidad poblacional de 4,01 personas por km².

## Geografía
El municipio de Getty se encuentra ubicado en las coordenadas 45°37′31″N 94°57′43″O / 45.62528, -94.96194. Según la Oficina del Censo de los Estados Unidos, el municipio tiene una superficie total de 93.66 km², de la cual 92,54 km² corresponden a tierra firme y (1,19 %) 1,12 km² es agua.

## Demografía
Según el censo de 2010, había 376 personas residiendo en el municipio de Getty. La densidad de población era de 4,01 hab./km². De los 376 habitantes, el municipio de Getty estaba compuesto por el 98,94 % blancos, el 0,27 % eran afroamericanos, el 0,53 % eran amerindios, el 0,27 % eran isleños del Pacífico. Del total de la población el 2,66 % eran hispanos o latinos de cualquier raza.